# What the Dead Men Say
What the Dead Men Say je deváté studiové album americké heavy metalové skupiny Trivium. Album bylo vydáno 24. dubna 2020, a to pod značkou Roadrunner Records; producentem alba je Josh Wilbur.

## Pozadí a vývoj
Ve druhé polovině února 2020 začala kapela na sociálních sítích zveřejňovat obrázky a krátké videoukázky, jež pocházely z doposud nezveřejněného singlu nového alba. 25. února bylo zveřejněno video, které odhalilo název singlu – „Catastrophist“ – a také datum, kdy bude premiérově odvysílán na serveru YouTube – 27. února.
27. února byl singl „Catastrophist“ zveřejněn a ve stejný den také skupina oznámila, že nové album, ze kterého singl pochází, je pojmenováno What the Dead Men Say a že datum vydání bylo stanoveno na 24. dubna. Druhý singl nesoucí název „What the Dead Men Say“, tedy stejný jako album, byl zveřejněn 26. března. 16. dubna, pouhých osm dní před vydáním alba, byl zveřejněn třetí singl nazvaný „Amongst the Shadows & the Stones“. Kytarista Corey Beaulieu o singlu prohlásil, že zachycuje to nejtvrdší, co kdy během své kariéry kapela vyprodukovala. Poslední singl pojmenovaný „Bleed Into Me“ byl zveřejněn 22. dubna, dva dny před vydáním alba.

## Seznam skladeb
Autorem hudby a textů jsou členové skupiny Trivium.
Standardní edice
| Pořadí         | Název                            | Délka |
| -------------- | -------------------------------- | ----- |
| 1.             | IX (instrumentální)              | 1:59  |
| 2.             | What the Dead Men Say            | 4:45  |
| 3.             | Catastrophist                    | 6:28  |
| 4.             | Amongst the Shadows & the Stones | 5:40  |
| 5.             | Bleed Into Me                    | 3:49  |
| 6.             | The Defiant                      | 4:29  |
| 7.             | Sickness Unto You                | 6:14  |
| 8.             | Scattering the Ashes             | 3:25  |
| 9.             | Bending the Arc to Fear          | 4:46  |
| 10.            | The Ones We Leave Behind         | 4:57  |
| Celková délka: | Celková délka:                   | 46:32 |

Japonská edice
| Pořadí | Název                            | Délka |
| ------ | -------------------------------- | ----- |
| 11.    | Bleed into Me (akustická)        |       |
| 12.    | Scattering the Ashes (akustická) |       |

## Osazenstvo
Trivium
- Matt Heafy – vokály (zpěv, screaming), rytmická kytara
- Corey Beaulieu – sólová kytara, vokály v pozadí
- Paolo Gregoletto – baskytara, vokály v pozadí
- Alex Bent - bicí a perkuse

Produkce
Josh Wilbur – producent